# Мискет тракийски
Мискет тракийски е бял десертен сорт грозде. Селектиран е в България чрез кръстосването на сортовете Димят и Перл дьо Ксаба).
Ранно зреещ сорт: узрава в края на юли, началото на август. Високодобивен сорт: добивът от декар е 1200 кг. Неустойчив към тъбични заболявания.
Гроздовете са средно едри до едри (270-500 г), конични, средноплътни, с изравнени зърна. Зърната са средно едри до едри (3,7 г.), овални, с хрупкава консистенция и мискетов аромат. При узряване кожицата има жълто-зелен цвят.
Използва се за прясна консумация. Захарното съдържание в гроздето в технологична зрялост е 16,5 % а киселини са 6,3 г/л.